# Olympische Sommerspiele 1988/Teilnehmer (DDR)
| Gelbes Symbol für Goldmedaillen mit stilisierten Olympischen Ringen | Graues Symbol für Silbermedaillen mit stilisierten Olympischen Ringen | Braundes Symbol für Bronzemedaillen mit stilisierten Olympischen Ringen |
| ------------------------------------------------------------------- | --------------------------------------------------------------------- | ----------------------------------------------------------------------- |
| 37                                                                  | 35                                                                    | 30                                                                      |

Die DDR nahm an den Olympischen Sommerspielen 1988 in Seoul mit einer Delegation von 259 Athleten, davon 157 Männer und 102 Frauen, teil und war gemäß dem Medaillenspiegel die zweitbeste Nation. Der Kugelstoßer Ulf Timmermann wurde als Fahnenträger zur Eröffnungsfeier ausgewählt. Erfolgreichster Vertreter war die Schwimmerin Kristin Otto, die sechs Goldmedaillen gewann.

## Nominierung
Die nominierte Olympiamannschaft wurde auf einer internationalen Pressekonferenz am 2. September 1988 in Berlin vorgestellt. Dabei wurde eine Zahl von 284 Aktiven, 172 Männern und 112 Frauen angegeben.

## Mannschaftsleitung
Die sportliche Leitung der Olympiamannschaft bestand aus den Funktionären Horst Röder als Chef de Mission sowie Rudolf Hellmann und Günther Heinze. NOK-Chef Manfred Ewald reiste nach offizieller Darstellung aus gesundheitlichen Gründen erstmals bei Olympischen Spielen nicht mit.

## Teilnehmer nach Sportarten

### Boxen
Die Boxer konnten zwei Gold- und eine Silbermedaille erringen. Zur DDR-Delegation gehörten unter anderem der spätere Profiweltmeister und Olympiasieger Henry Maske sowie Torsten Schmitz, der langjährige Trainer von Regina Halmich.
- Andreas Tews (SC Traktor Schwerin)
Fliegengewicht (bis 51 kg)
- René Breitbarth (SC Traktor Schwerin)
Bantamgewicht (bis 54 kg) 9. Platz
- Diego Drumm (SC Cottbus)
Federgewicht (bis 57 kg) 33. Platz
- Andreas Zülow (SC Traktor Schwerin)
Leichtgewicht (bis 60 kg)
- Andreas Otto (ASK Vorwärts Frankfurt)
Halbweltergewicht (bis 63,5 kg) 17. Platz
- Siegfried Mehnert (SC Chemie Halle)
Weltergewicht (bis 67 kg) 9. Platz
- Torsten Schmitz (SC Traktor Schwerin)
Halbmittelgewicht (bis 71 kg) 9. Platz
- Henry Maske (ASK Vorwärts Frankfurt)
Mittelgewicht (bis 75 kg)
- René Suetovius (SC Chemie Halle)
Halbschwergewicht (bis 81 kg) 17. Platz
- Maik Heydeck (SC Dynamo Berlin)
Schwergewicht (bis 91 kg) 5. Platz
- Ulli Kaden (SG Wismut Gera)
Superschwergewicht (über 91 kg) 5. Platz

### Fechten
Bei den Fechtern, wo für die DDR nur Herren an den Start gingen, gewann Udo Wagner im Floretteinzel die Silbermedaille. Im Finale musste er sich dem Italiener Stefano Cerioni mit 7:10 geschlagen geben. Diese Medaille hatte einen sensationellen Anstrich, da sie die erste und auch einzige Olympiamedaille für die immer um den Anschluss an die Weltspitze kämpfenden DDR-Fechter war. Wagner vergoldete vier Jahre später in Barcelona seine Silbermedaille durch Gold mit dem Team. Im Florettmannschaftswettbewerb kam es im Halbfinale zum deutsch-deutschen Vergleich. Dabei zogen die DDR-Fechter mit 4:9 den Kürzeren. Im Duell um Platz drei unterlag man dann Ungarn. Im Vorfeld der Spiele hatte es noch eine Veränderung im Mannschaftskader gegeben. Der spätere Olympiasieger von Barcelona, Ingo Weißenborn vom ASK Vorwärts Potsdam konnte offiziell aus gesundheitlichen Gründen nicht an den Wettkämpfen teilnehmen. Für ihn wurde Adrian Germanus vom SC Motor Jena nachnominiert.
- Udo Wagner (SC Einheit Dresden)
Herren, Florett 
Mannschaft, Florett 4. Platz
- Jens Howe (ASK Vorwärts Potsdam)
Herren, Florett 7. Platz
Mannschaft, Florett 4. Platz
- Aris Enkelmann (SC Dynamo Berlin)
Herren, Florett 11. Platz
Mannschaft, Florett 4. Platz
- Adrian Germanus (SC Motor Jena)
Mannschaft, Florett 4. Platz
- Jens Gusek (SC Einheit Dresden)
Mannschaft, Florett 4. Platz
- Torsten Kühnemund (ASK Vorwärts Potsdam)
Herren, Degen 5. Platz
- Uwe Proske (SC Dynamo Berlin)
Herren, Degen 34. Platz

### Gewichtheben
Das lediglich vierköpfige Gewichtheberteam brachte einen kompletten Medaillensatz mit nach Hause. Im 2. Schwergewicht gewann dabei der erst 19-jährige Ronny Weller mit Bronze seine erste olympische Medaille. Punktgleich dahinter landete Michael Schubert. Nach Silber in Moskau gelang Joachim Kunz nun in Seoul der Olympiasieg. Sein Vereinskamerad Ingo Steinhöfel gewann seine einzige olympische Medaille. Der Stralsunder Andreas Behm konnte wegen einer Verletzung nicht an den Start gehen.
- Joachim Kunz (SC Karl-Marx-Stadt)
Leichtgewicht (bis 67,5 kg)
- Ingo Steinhöfel (SC Karl-Marx-Stadt)
Mittelgewicht (bis 75 kg)
- Ronny Weller (ASK Vorwärts Frankfurt)
2. Schwergewicht (bis 110 kg)
- Michael Schubert (TSC Berlin)
2. Schwergewicht (bis 110 kg) 4. Platz
- Andreas Behm (BSG Motor Stralsund)
kein Einsatz wegen Verletzung

### Handball
Punktgleich mit dem Zweitplatzierten belegten die DDR-Handballer in ihrer Vorrundengruppe den vierten Platz. So blieb dem Olympiasieger von 1980 nur das Spiel um Platz sieben, welches man knapp gegen Island gewann. Die Handballfrauen konnten sich nicht für Olympia qualifizieren.
Männer 7. Platz
- Andreas Neitzel (SC Dynamo Berlin)
- Bernd Metzke (ASK Vorwärts Frankfurt)
- Frank-Michael Wahl (SC Empor Rostock)
- Holger Schneider (SC Empor Rostock)
- Holger Winselmann (SC Magdeburg)
- Matthias Hahn (SC Empor Rostock)
- Mike Fuhrig (SC Leipzig)
- Jens Fiedler (SC Magdeburg)
- Peter Hofmann (SC Leipzig)
- Peter Pysall (SC Magdeburg)
- Rüdiger Borchardt (SC Empor Rostock)
- Stephan Hauck (SC Dynamo Berlin)
- Wieland Schmidt (SC Magdeburg)
- Gunar Schimrock (SC Magdeburg)
- Ralf Bausch (SC Leipzig)

### Judo
Die vierköpfige DDR-Mannschaft gewann mit zweimal Silber und einmal Bronze drei Olympiamedaillen.
- Udo Quellmalz (SC Leipzig)
Halbleichtgewicht (bis 65 kg) 20. Platz
- Sven Loll (SC Dynamo Hoppegarten)
Leichtgewicht (bis 71 kg)
- Torsten Bréchôt (SC Dynamo Hoppegarten)
Halbmittelgewicht (bis 78 kg)
- Henry Stöhr (SC Dynamo Hoppegarten)
Schwergewicht (über 95 kg)

### Kanu
In neun von zwölf Entscheidungen gewannen DDR-Kanuten Medaillen. Die Frauen entschieden dabei zwei von drei Entscheidungen für sich. Birgit Fischer holte in drei Wettbewerben zweimal Gold und einmal Silber, Anke Nothnagel wurde ebenfalls Doppelolympiasiegerin.
| Männer - Andreas Stähle (SC DHfK Leipzig) Einer-Kajak 500 m Vierer-Kajak 1000 m - André Wohllebe (SC Berlin-Grünau) Einer-Kajak 1000 m Zweier-Kajak 500 m 7. Platz Vierer-Kajak 1000 m - Kay Bluhm (ASK Vorwärts Potsdam) Zweier-Kajak 500 m 7. Platz Vierer-Kajak 1000 m - Guido Behling (SC Magdeburg) Zweier-Kajak 1000 m 5. Platz - Torsten Krentz (SC Neubrandenburg) Zweier-Kajak 1000 m 5. Platz - Hans-Jörg Bliesener (ASK Vorwärts Potsdam) Vierer-Kajak 1000 m - Olaf Heukrodt (SC Magdeburg) Einer-Canadier 500 m Zweier-Canadier 1000 m - Jörg Schmidt (ASK Vorwärts Potsdam) Einer-Canadier 1000 m - Alexander Schuck (SC DHfK Leipzig) Zweier-Canadier 500 m 5. Platz - Thomas Zereske (SC Neubrandenburg) Zweier-Canadier 500 m 5. Platz - Ingo Spelly (ASK Vorwärts Potsdam) Zweier-Canadier 1000 m - Uwe Münch (SC Berlin-Grünau) ohne Einsatz - Ulrich Papke (ASK Vorwärts Potsdam) ohne Einsatz - Heiko Zinke (SC Neubrandenburg) ohne Einsatz | Frauen - Birgit Fischer (ASK Vorwärts Potsdam) Einer-Kajak 500 m Zweier-Kajak 500 m Vierer-Kajak 5000 m - Anke Nothnagel (SC Empor Rostock) Zweier-Kajak 500 m Vierer-Kajak 5000 m - Heike Singer (SC Berlin-Grünau) Vierer-Kajak 5000 m - Ramona Portwich (SC Empor Rostock) Vierer-Kajak 5000 m - Katrin Borchert (SC Neubrandenburg) ohne Einsatz |

### Leichtathletik
Der ursprünglich nominierte Zehnkämpfer Thomas Fahner vom ASK Vorwärts Potsdam konnte offiziell aus gesundheitlichen Gründen nicht an den Wettkämpfen teilnehmen. Für ihn wurde sein Klubkamerad Uwe Freimuth nachnominiert. Weiterhin wurde der 400-Meter-Läufer Frank Möller vom ASK Vorwärts Potsdam nachnominiert. Der ursprünglich vorgesehene Matthias Schober vom SC Turbine Erfurt hatte nicht den erforderlichen Leistungsnachweis erbracht.
| Disziplin        | Männer | Frauen |
| ---------------- | --- | --- |
| 100 m            | Sven Matthes (SC Dynamo Berlin) | Heike Drechsler (SC Motor Jena) Silke Möller (SC Empor Rostock) Marlies Göhr (SC Motor Jena)                                                                                   |
| 200 m            | | Heike Drechsler (SC Motor Jena) Silke Möller (SC Motor Jena) 5. Platz Katrin Krabbe (SC Neubrandenburg)                                                                        |
| 400 m            | Thomas Schönlebe (SC Karl-Marx-Stadt) Jens Carlowitz (SC Karl-Marx-Stadt) | Petra Müller (SC Chemie Halle) Kirsten Emmelmann (SC Magdeburg) Dagmar Neubauer (SC Turbine Erfurt)                                                                            |
| 800 m            | | Sigrun Wodars (SC Neubrandenburg) Christine Wachtel (SC Neubrandenburg) |
| 1500 m           | Jens-Peter Herold (ASK Vorwärts Potsdam) | Andrea Hahmann (ASK Vorwärts Potsdam) 6. Platz |
| 5000 m           | Hansjörg Kunze (SC Empor Rostock) | |
| 10.000 m         | Hansjörg Kunze (SC Empor Rostock) 6. Platz | Kathrin Ullrich (SC Dynamo Berlin) 4. Platz |
| Marathon         | Jörg Peter (SC Einheit Dresden) aufgegeben | Katrin Dörre (SC DHfK Leipzig) |
| 100 m Hürden     | | Gloria Siebert (SC Cottbus) Cornelia Oschkenat (SC Dynamo Berlin) 8. Platz Kerstin Knabe (SC DHfK Leipzig)                                                                     |
| 400 m Hürden     | | Ellen Fiedler (SC DHfK Leipzig) Sabine Busch (SC Turbine Erfurt) 4. Platz Susanne Losch (SC Turbine Erfurt)                                                                    |
| 3000 m Hindernis | Hagen Melzer (SC Einheit Dresden) 10. Platz | |
| 4 × 100 m        | | - Silke Möller (SC Empor Rostock) - Kerstin Behrendt (SC DHfK Leipzig) - Ingrid Lange (SC Motor Jena) - Marlies Göhr (SC Motor Jena)                                           |
| 4 × 400 m        | - Jens Carlowitz (SC Karl-Marx-Stadt) - Mathias Schersing (SC Chemie Halle) - Frank Möller (ASK Vorwärts Potsdam) - Thomas Schönlebe (SC Karl-Marx-Stadt) - Michael Schimmer (SC Dynamo Berlin) | - Dagmar Neubauer (SC Turbine Erfurt) - Kirsten Emmelmann (SC Magdeburg) - Sabine Busch (SC Turbine Erfurt) - Petra Müller (SC Chemie Halle) - Grit Breuer (SC Neubrandenburg) |
| 20-km-Gehen      | Ronald Weigel (ASK Vorwärts Potsdam) Axel Noack (TSC Berlin) | |
| 50-km-Gehen      | Ronald Weigel (ASK Vorwärts Potsdam) Hartwig Gauder (SC Turbine Erfurt) Dietmar Meisch (TSC Berlin) 9. Platz                                                                                    | |
| Weitsprung       | | Heike Drechsler (SC Motor Jena) Sabine John 8. Platz |
| Kugelstoßen      | Ulf Timmermann (TSC Berlin) Udo Beyer (ASK Vorwärts Potsdam)4. Platz | Kathrin Neimke (SC Magdeburg) Ines Müller (SC Empor Rostock) 4. Platz Heike Hartwig (SC Dynamo Berlin) 6. Platz                                                                |
| Diskuswurf       | Jürgen Schult (SC Traktor Schwerin) | Martina Hellmann (SC DHfK Leipzig) Diana Gansky (ASK Vorwärts Potsdam) Gabi Reinsch (SC Cottbus) 7. Platz                                                                      |
| Hammerwurf       | Ralf Haber (SC Karl-Marx-Stadt) 4. Platz Gunther Rodehau (SC Einheit Dresden) 12. Platz | |
| Speerwurf        | Gerald Weiß (SC Traktor Schwerin) 6. Platz Silvio Warsönke (SC Cottbus) 15. Platz Detlef Michel (TSC Berlin) 17. Platz                                                                          | Petra Felke (SC Motor Jena) Beate Koch (SC Motor Jena) Silke Renk (SC Chemie Halle) 5. Platz                                                                                   |
| Siebenkampf      | | Sabine John (SC DHfK Leipzig) Anke Behmer (SC Neubrandenburg) Ines Schulz (SC Karl-Marx-Stadt) 6. Platz                                                                        |
| Zehnkampf        | Christian Schenk (SC Empor Rostock) Torsten Voss (SC Traktor Schwerin) Uwe Freimuth (ASK Vorwärts Potsdam)18. Platz                                                                             | |

### Radsport

#### Bahn
| Männer - Lutz Heßlich (SC Cottbus) Sprint - Maic Malchow (SC DHfK Leipzig) 1000 m Zeitfahren 6. Platz - Bernd Dittert (SC Dynamo Berlin) 4000 m Einzelverfolgung - Steffen Blochwitz (SC Cottbus) 4000 m Mannschaftsverfolgung - Roland Hennig (SC Cottbus) 4000 m Mannschaftsverfolgung - Dirk Meier (SC Cottbus) 4000 m Mannschaftsverfolgung - Carsten Wolf (SC Dynamo Berlin) 4000 m Mannschaftsverfolgung - Olaf Ludwig (SG Wismut Gera) Punktefahren 50 km 14. Platz - Michael Hübner (SC Karl-Marx-Stadt) kein Einsatz - Uwe Preißler (SC Turbine Erfurt) kein Einsatz | Frauen - Christa Luding (SC Einheit Dresden) Sprint |

#### Straße
Der Straßenvierer gewann die erste Medaille für die DDR bei den Spielen, diese war auch gleich golden. Am zweiten Wettkampftag gelang der Mannschaft von Trainer Wolfram Lindner der Sieg vor dem polnischen Quartett mit dem Vorsprung von 6,5 Sekunden.
| Männer - Olaf Ludwig (SG Wismut Gera) Straßenrennen (196,8 km) - Uwe Raab (SC DHfK Leipzig) Straßenrennen (196,8 km) 23. Platz - Uwe Ampler (SC DHfK Leipzig) Straßenrennen (196,8 km) 82. Platz Mannschaftszeitfahren (100 km) - Mario Kummer (SC Turbine Erfurt) Mannschaftszeitfahren (100 km) - Maik Landsmann (SC Turbine Erfurt) Mannschaftszeitfahren (100 km) - Jan Schur (SC DHfK Leipzig) Mannschaftszeitfahren (100 km) | Frauen - Angela Ranft (SC Karl-Marx-Stadt) Straßenrennen (70 km) 25. Platz - Petra Roßner (SC DHfK Leipzig) Straßenrennen (70 km) ausgeschieden |

### Ringen
Griechisch-römisch
- Maik Bullmann (ASK Vorwärts Frankfurt)
Mittelgewicht (bis 82 kg) ausgeschieden
- Olaf Koschnitzke (ASK Vorwärts Frankfurt)
Halbschwergewicht (bis 90 kg) 7. Platz

Freistil
- Volker Anger (SG Dynamo Luckenwalde)
Halbfliegengewicht (bis 48 kg) 7. Platz
- Karsten Polky (SG Dynamo Luckenwalde)
Fliegengewicht (bis 52 kg) ausgeschieden
- Uwe Westendorf (SG Dynamo Luckenwalde)
Weltergewicht (bis 74 kg) 8. Platz
- Hans Gstöttner (SG Chemie Halle)
Mittelgewicht (bis 82 kg) 8. Platz
- Uwe Neupert (SC Motor Jena)
Schwergewicht (bis 100 kg) 4. Platz
- Andreas Schröder (SC Motor Jena)
Superschwergewicht (bis 130 kg)

### Rudern
| Männer - Thomas Lange (SC Chemie Halle) Einer - Uwe Mund (SC Magdeburg) Doppelzweier 5. Platz - Uwe Heppner (SC Chemie Halle) Doppelzweier 5. Platz - Carl Ertel (SC Chemie Halle) Zweier ohne Steuermann 5. Platz - Uwe Gasch (SC DHfK Leipzig) Zweier ohne Steuermann 5. Platz - Mario Streit (SG Dynamo Potsdam) Zweier mit Steuermann - Detlef Kirchhoff (SG Dynamo Potsdam) Zweier mit Steuermann - René Rensch (SG Dynamo Potsdam) Zweier mit Steuermann - Jens Köppen (SG Dynamo Potsdam) Doppelvierer - Steffen Zühlke (SC Dynamo Berlin) Doppelvierer - Steffen Bogs (SC Dynamo Berlin) Doppelvierer - Heiko Habermann (SC Berlin-Grünau) Doppelvierer - Roland Schröder (SC Chemie Halle) Vierer ohne Steuermann - Thomas Greiner (SC Einheit Dresden) Vierer ohne Steuermann - Ralf Brudel (SC Berlin-Grünau) Vierer ohne Steuermann - Olaf Förster (SC Einheit Dresden) Vierer ohne Steuermann - Karsten Schmeling (SG Dynamo Potsdam) Vierer mit Steuermann - Bernd Niesecke (SG Dynamo Potsdam) Vierer mit Steuermann - Bernd Eichwurzel (SG Dynamo Potsdam) Vierer mit Steuermann - Frank Klawonn (SG Dynamo Potsdam) Vierer mit Steuermann - Hendrik Reiher (SG Dynamo Potsdam) Vierer mit Steuermann - Andreas Costrau (SC Magdeburg) ohne Einsatz - Andreas Hajek (SC Chemie Halle) ohne Einsatz - Uwe Kellner (SC Dynamo Berlin) ohne Einsatz - Stefan Ullrich (SC Chemie Halle) ohne Einsatz | Frauen - Jutta Behrendt (SC Dynamo Berlin) Einer - Birgit Peter (SG Dynamo Potsdam) Doppelzweier - Martina Schröter (SG Dynamo Potsdam) Doppelzweier - Kerstin Spittler (SG Dynamo Potsdam) Zweier ohne Steuerfrau 4. Platz - Katrin Schröder (SC Magdeburg) Zweier ohne Steuerfrau 4. Platz - Jana Sorgers (SC Dynamo Berlin) Doppelvierer - Kerstin Förster (SC Einheit Dresden) Doppelvierer - Kristina Mundt (SC DHfK Leipzig) Doppelvierer - Beate Schramm (SG Dynamo Potsdam) Doppelvierer - Martina Walther (SC Berlin-Grünau) Vierer mit Steuerfrau - Gerlinde Doberschütz (SC DHfK Leipzig) Vierer mit Steuerfrau - Carola Hornig (SC Berlin-Grünau) Vierer mit Steuerfrau - Birte Siech (SC Berlin-Grünau) Vierer mit Steuerfrau - Sylvia Müller (SC Berlin-Grünau) Vierer mit Steuerfrau - Annegret Strauch (SC Einheit Dresden) Achter - Judith Zeidler (SC Dynamo Berlin) Achter - Kathrin Haacker (SC Dynamo Berlin) Achter - Ute Wild (SG Dynamo Potsdam) Achter - Anja Kluge (SC Berlin-Grünau) Achter - Ramona Balthasar (SC Dynamo Berlin) Achter - Beatrix Schröer (SC Einheit Dresden) Achter - Ute Stange (SC DHfK Leipzig) Achter - Daniela Neunast (SG Dynamo Potsdam) Achter - Annette Drews (SC Dynamo Berlin) ohne Einsatz - Ina Grapenthin (SC Dynamo Berlin) ohne Einsatz - Kerstin Köppen (SG Dynamo Potsdam) ohne Einsatz - Sylvia Lahl (SC DHfK Leipzig) ohne Einsatz - Petra Lübbert (SC Dynamo Berlin) ohne Einsatz - Heike Winkler (SC Einheit Dresden) ohne Einsatz |

### Schießen
| Männer - Gernot Eder (ASK Vorwärts Frankfurt) Luftpistole 10 m 9. Platz Freie Pistole 50 m 5. Platz - Jens Potteck (ASK Vorwärts Frankfurt) Luftpistole 10 m 10. Platz - Ralf Schumann (GST-Klub Leipzig) Schnellfeuerpistole 25 m - Roland Müller (ASK Vorwärts Frankfurt) Schnellfeuerpistole 25 m 18. Platz - Uwe Potteck (ASK Vorwärts Frankfurt) Freie Pistole 50 m 9. Platz - Andreas Wolfram (ASK Vorwärts Frankfurt) Luftgewehr 10 m 8. Platz Kleinkaliber Dreistellungskampf (3 × 40 Schuss) 10. Platz Kleinkaliber liegend 15. Platz - Olaf Heß (SC Dynamo Hoppegarten) Kleinkaliber Dreistellungskampf (3 × 40 Schuss) 18. Platz Kleinkaliber liegend 15. Platz - Thomas Pfeffer (GST-Klub Suhl) Kleinkaliber Laufende Scheibe 50 m 6. Platz - Mike Herrmann (ASK Vorwärts Frankfurt) Kleinkaliber Laufende Scheibe 50 m 12. Platz - Jörg Damme (SC Dynamo Hoppegarten) Wurfscheiben-Trap (offene Klasse) 15. Platz - Axel Wegner (GST-Klub Leipzig) Skeet - Jürgen Raabe (GST-Klub Suhl) Skeet 6. Platz - Bernhard Hochwald (SC Dynamo Hoppegarten) Skeet 11. Platz | Frauen - Anke Völker (GST-Klub Suhl) Luftpistole 10 m 5. Platz Sportpistole 24. Platz - Katja Klepp (GST-Klub Suhl) Luftgewehr 10 m 37. Platz KK-Sportgewehr Dreistellungskampf 4. Platz |

### Schwimmen
| Disziplin           | Männer | Frauen |
| ------------------- | --- | --- |
| 50 m Freistil       | | Kristin Otto (SC DHfK Leipzig) Katrin Meißner (SC Dynamo Berlin) |
| 100 m Freistil      | Sven Lodziewski (SC Dynamo Berlin) 12. Platz Steffen Zesner (SC Dynamo Berlin) 17. Platz                                                                                      | Kristin Otto (SC DHfK Leipzig) Manuela Stellmach (SC Dynamo Berlin) 4. Platz |
| 200 m Freistil      | Steffen Zesner (SC Dynamo Berlin) 6. Platz Thomas Flemming (SC Karl-Marx-Stadt) 10. Platz                                                                                     | Heike Friedrich (SC Karl-Marx-Stadt) Manuela Stellmach (SC Dynamo Berlin) |
| 400 m Freistil      | Uwe Daßler (ASK Vorwärts Potsdam) Jörg Hoffmann (ASK Vorwärts Potsdam) 9. Platz                                                                                               | Heike Friedrich (SC Karl-Marx-Stadt) Anke Möhring (SC Magdeburg) |
| 800 m Freistil      | | Astrid Strauß (TSC Berlin) Anke Möhring (SC Magdeburg) 4. Platz |
| 1500 m Freistil     | Uwe Daßler (ASK Vorwärts Potsdam) Jörg Hoffmann (ASK Vorwärts Potsdam) 9. Platz                                                                                               | |
| 100 m Rücken        | Frank Baltrusch (SC Magdeburg) 6. Platz Dirk Richter (SC Einheit Dresden) 9. Platz                                                                                            | Kristin Otto (SC DHfK Leipzig) Cornelia Sirch (SC Turbine Erfurt) |
| 200 m Rücken        | Frank Baltrusch (SC Magdeburg) Dirk Richter (SC Einheit Dresden) 9. Platz | Kathrin Zimmermann (SC Karl-Marx-Stadt) Cornelia Sirch (SC Turbine Erfurt) |
| 100 m Brust         | Christian Poswiat (SC Dynamo Berlin) 8. Platz Raik Hannemann (SC Dynamo Berlin) 20. Platz                                                                                     | Silke Hörner (SC DHfK Leipzig) Annett Rex (TSC Berlin) 8. Platz |
| 200 m Brust         | Christian Poswiat (SC Dynamo Berlin) 27. Platz | Silke Hörner (SC DHfK Leipzig) Susanne Börnike (ASK Vorwärts Potsdam) 9. Platz |
| 100 m Schmetterling | | Kristin Otto (SC DHfK Leipzig) Birte Weigang (SC Turbine Erfurt) |
| 200 m Schmetterling | | Kathleen Nord (SC Magdeburg) Birte Weigang (SC Turbine Erfurt) |
| 200 m Lagen         | Patrick Kühl (ASK Vorwärts Potsdam) Raik Hannemann (SC Dynamo Berlin) 7. Platz                                                                                                | Daniela Hunger (SC Dynamo Berlin) |
| 400 m Lagen         | Patrick Kühl (ASK Vorwärts Potsdam) 5. Platz | Daniela Hunger (SC Dynamo Berlin) Kathleen Nord (SC Magdeburg) 5. Platz |
| 4 × 100 m Freistil  | Dirk Richter (SC Einheit Dresden) Thomas Flemming (SC Karl-Marx-Stadt) Lars Hinneburg (SC Dynamo Berlin) Steffen Zesner (SC Dynamo Berlin)                                    | Kristin Otto (SC DHfK Leipzig) Katrin Meißner (SC Dynamo Berlin) Daniela Hunger (SC Dynamo Berlin) Manuela Stellmach (SC Dynamo Berlin) Sabina Schulze (SC DHfK Leipzig) nur im Vorlauf eingesetzt Heike Friedrich (SC Karl-Marx-Stadt) nur im Vorlauf eingesetzt |
| 4 × 200 m Freistil  | Uwe Daßler (ASK Vorwärts Potsdam) Sven Lodziewski (SC Dynamo Berlin) Thomas Flemming (SC Karl-Marx-Stadt) Steffen Zesner (SC Dynamo Berlin) Lars Hinneburg (SC Dynamo Berlin) | |
| 4 × 100 m Lagen     | | Kristin Otto (SC DHfK Leipzig) Silke Hörner (SC DHfK Leipzig) Birte Weigang (SC Turbine Erfurt) Katrin Meißner (SC Dynamo Berlin) Cornelia Sirch (SC Turbine Erfurt) nur im Vorlauf eingesetzt Manuela Stellmach (SC Dynamo Berlin) nur im Vorlauf eingesetzt     |

### Segeln
| Männer - Ekkehard Schulz (SC Traktor Schwerin) 470er 11. Platz - Jürgen Brietzke (SC Traktor Schwerin) 470er 11. Platz - Thomas Flach (SC Berlin-Grünau) Soling - Bernd Jäkel (SC Berlin-Grünau) Soling - Jochen Schümann (SC Berlin-Grünau) Soling - Stefan Mädicke (SC Traktor Schwerin) Flying Dutchman 9. Platz - Ulf Lehmann (SC Traktor Schwerin) Flying Dutchman 9. Platz | Frauen - Christina Pinnow (SC Berlin-Grünau) ohne Einsatz - Silke Preuß (SC Berlin-Grünau) 470er 7. Platz - Susanne Theel (SC Berlin-Grünau) 470er 7. Platz |

### Turnen
Die ursprünglich nominierte Astrid Heese SC Dynamo Berlin konnte offiziell aus gesundheitlichen Gründen nicht an den Wettkämpfen teilnehmen. Für sie wurde Christiane Thoms vom SC Empor Rostock nachnominiert. Während die Turnerinnen in den Gerätefinals außer am Stufenbarren nichts mit den Medaillenentscheidungen zu tun hatten, erkämpften sie sich im Mannschaftswettbewerb nach einem dramatischen Wettkampf äußerst knapp die Bronzemedaille. Durch eine Fußverletzung konnte die Dresdnerin Martina Jentsch nicht eingesetzt. Dementsprechend gab es für die Riege kein Streichergebnis und jeder Fehler wirkte sich direkt im Klassement aus. So konnte sich die USA-Riege nach Stürzen von Dagmar Kersten und Dörte Thümmler am Schwebebalken an den DDR-Turnerinnen vorbeischieben. Ein schlechtes Abschneiden am Boden ließ die DDR-Riege zeitwillig bis auf Platz fünf rutschen. Durch hervorragende Benotungen am letzten Gerät, dem Stufenbarren, wo zum Beispiel Dagmar Kersten 9,975 Punkte erhielt, konnten sich die DDR-Turnerinnen am Ende aber noch an der USA-Riege vorbeischieben und gewannen mit 0,3 Punkten Vorsprung etwas überraschend die Bronzemedaille.
| Männer - Sven Tippelt (SC DHfK Leipzig) Einzelmehrkampf 4. Platz Mannschaftsmehrkampf Barren Bodenturnen 15. Platz Pferdsprung 13. Platz Reck 47. Platz Ringe Seitpferd 7. Platz - Sylvio Kroll (SC Cottbus) Einzelmehrkampf 10. Platz Mannschaftsmehrkampf Barren 7. Platz Bodenturnen 11. Platz Pferdsprung Reck 50. Platz Ringe 9. Platz Seitpferd 8. Platz - Ralf Büchner (ASK Vorwärts Potsdam) Einzelmehrkampf 18. Platz Mannschaftsmehrkampf Barren 18. Platz Bodenturnen 15. Platz Pferdsprung 9. Platz Reck 21. Platz Ringe 34. Platz Seitpferd 22. Platz - Holger Behrendt (ASK Vorwärts Potsdam) Einzelmehrkampf 19. Platz Mannschaftsmehrkampf Barren 6. Platz Bodenturnen 68. Platz Pferdsprung 5. Platz Reck Ringe Seitpferd 59. Platz - Ulf Hoffmann (SC Dynamo Berlin) Einzelmehrkampf 29. Platz Mannschaftsmehrkampf Barren 13. Platz Bodenturnen 39. Platz Pferdsprung 18. Platz Reck 38. Platz Ringe 39. Platz Seitpferd 36. Platz - Andreas Wecker (SC Dynamo Berlin) Einzelmehrkampf 30. Platz Mannschaftsmehrkampf Barren 50. Platz Bodenturnen 19. Platz Pferdsprung 33. Platz Reck 8. Platz Ringe 18. Platz Seitpferd 63. Platz - Maik Belle (SC Cottbus) ohne Einsatz | Frauen - Dörte Thümmler (SC Dynamo Berlin) Einzelmehrkampf 7. Platz Mannschaftsmehrkampf Bodenturnen 8. Platz Pferdsprung 17. Platz Schwebebalken 34. Platz Stufenbarren 4. Platz - Dagmar Kersten (SC Dynamo Berlin) Einzelmehrkampf 8. Platz Mannschaftsmehrkampf Bodenturnen 10. Platz Pferdsprung 6. Platz Schwebebalken 34. Platz Stufenbarren - Ulrike Klotz (SC Dynamo Berlin) Einzelmehrkampf 11. Platz Mannschaftsmehrkampf Bodenturnen 17. Platz Pferdsprung 27. Platz Schwebebalken 8. Platz Stufenbarren 16. Platz - Gabriele Fähnrich (SC Dynamo Berlin) Einzelmehrkampf 25. Platz Mannschaftsmehrkampf Bodenturnen 45. Platz Pferdsprung 38. Platz Schwebebalken 22. Platz Stufenbarren 15. Platz - Bettina Schieferdecker (SC Leipzig) Einzelmehrkampf 30. Platz Mannschaftsmehrkampf Bodenturnen 24. Platz Pferdsprung 12. Platz Schwebebalken 40. Platz Stufenbarren 60. Platz - Martina Jentsch (SC Einheit Dresden) Einzelmehrkampf 86. Platz Mannschaftsmehrkampf Bodenturnen 87. Platz Pferdsprung 87. Platz Schwebebalken 85. Platz Stufenbarren 86. Platz - Christiane Thoms (SC Empor Rostock) ohne Einsatz |

### Volleyball
Frauen 5. Platz
- Ariane Radfan (SC Dynamo Berlin)
- Dörte Stüdemann (SC Traktor Schwerin)
- Grit Jensen (SC Dynamo Berlin)
- Heike Jensen (SC Dynamo Berlin)
- Kathrin Langschwager (SC Dynamo Berlin)
- Maike Arlt (SC Dynamo Berlin)
- Monika Beu (SC Dynamo Berlin)
- Steffi Schmidt (TSC Berlin)
- Susanne Lahme (SC Dynamo Berlin)
- Ute Langenau (SC Dynamo Berlin)
- Ute Steppin (SC Traktor Schwerin)
- Brit Wiedemann (TSC Berlin)

### Wasserspringen
| Männer - Jan Hempel (SC Einheit Dresden) Turmspringen 5. Platz - Steffen Haage (SC Chemie Halle) Turmspringen 7. Platz | Frauen - Silke Abicht (TSC Berlin) Turmspringen 8. Platz - Brita Baldus (SC DHfK Leipzig) Kunstspringen 3m 7. Platz |

## Statistik

### Medaillen je Sportart
| Platz | Sportart       | Goldmedaille – Olympiasieger | Silbermedaille – 2. Platz | Bronzemedaille – 3. Platz | Medaillen – Gesamt |
| ----- | -------------- | ---------------------------- | ------------------------- | ------------------------- | ------------------ |
| 1     | Schwimmen      | 11                           | 8                         | 9                         | 28                 |
| 2     | Rudern         | 8                            | 1                         | 1                         | 10                 |
| 3     | Leichtathletik | 6                            | 11                        | 10                        | 27                 |
| 4     | Kanu           | 3                            | 4                         | 2                         | 9                  |
| 5     | Radsport       | 3                            | 2                         | 1                         | 6                  |
| 6     | Boxen          | 2                            | 1                         | -                         | 3                  |
| 7     | Turnen         | 1                            | 3                         | 4                         | 8                  |
| 8     | Gewichtheben   | 1                            | 1                         | 1                         | 3                  |
| 9     | Schießen       | 1                            | 1                         | -                         | 2                  |
| 10    | Segeln         | 1                            | -                         | −                         | 1                  |
| 11    | Judo           | −                            | 2                         | 1                         | 3                  |
| 12    | Fechten        | −                            | 1                         | -                         | 1                  |
| 13    | Ringen         | −                            | -                         | 1                         | 1                  |
| Total | Total          | 37                           | 35                        | 30                        | 102                |

### Medaillen je Verein
| Platz | Sportclub/Sportgemeinschaft | Teilnehmer | Goldmedaille – Olympiasieger | Silbermedaille – 2. Platz | Bronzemedaille – 3. Platz | Medaillen – Gesamt |
| ----- | --------------------------- | ---------- | ---------------------------- | ------------------------- | ------------------------- | ------------------ |
| 1     | SC DHfK Leipzig             | 22         | 14                           | 4                         | 6                         | 26                 |
| 2     | SC Dynamo Berlin            | 47         | 10                           | 5                         | 12                        | 27                 |
| 3     | SG Dynamo Potsdam           | 16         | 10                           | 3                         | 1                         | 14                 |
| 4     | SC Berlin-Grünau            | 17         | 10                           | 0                         | 3                         | 13                 |
| 5     | SC Einheit Dresden          | 15         | 6                            | 1                         | 2                         | 9                  |
| 6     | ASK Vorwärts Potsdam        | 20         | 4                            | 10                        | 5                         | 19                 |
| 7     | SC Empor Rostock            | 11         | 4                            | 1                         | 1                         | 6                  |
| 8     | SC Turbine Erfurt           | 10         | 3                            | 2                         | 5                         | 10                 |
| 9     | SC Karl-Marx-Stadt          | 11         | 2                            | 4                         | 1                         | 7                  |
| 10    | SC Magdeburg                | 15         | 2                            | 3                         | 2                         | 7                  |
| 11    | SC Traktor Schwerin         | 13         | 2                            | 2                         | -                         | 4                  |
| 12    | SC Chemie Halle             | 13         | 2                            | 1                         | 1                         | 4                  |
| 13    | SC Cottbus                  | 10         | 1                            | 6                         | -                         | 7                  |
| 14    | SC Motor Jena               | 8          | 1                            | 3                         | 4                         | 8                  |
| 15    | SC Neubrandenburg           | 9          | 1                            | 1                         | 1                         | 3                  |
| 16    | TSC Berlin                  | 10         | 1                            | 1                         | -                         | 2                  |
| 16    | GST-Klub Leipzig            | 2          | 1                            | 1                         | -                         | 2                  |
| 18    | ASK Vorwärts Frankfurt      | 12         | 1                            | -                         | 1                         | 2                  |
| 19    | SG Wismut Gera              | 2          | 1                            | -                         | -                         | 1                  |
| 20    | SC Dynamo Hoppegarten       | 6          | -                            | 2                         | 1                         | 3                  |
| 21    | SC Leipzig                  | 5          | -                            | -                         | 1                         | 1                  |

### Teilnehmer nach Vereinen und Sportart
| Sportclub/Sportgemeinschaft | Boxen | Fechten | Gewichtheben | Handball | Judo | Kanu | Kanu | Leichtathletik | Leichtathletik | Radsport Bahn/Straße | Radsport Bahn/Straße | Ringen | Rudern | Rudern | Schießen | Schießen | Schwimmen | Schwimmen | Segeln | Segeln | Turnen | Turnen | Volleyball | Wasserspringen | Wasserspringen | Gesamt | Gesamt | Gesamt |
| Sportclub/Sportgemeinschaft | Boxen | Fechten | Gewichtheben | Handball | Judo | m    | w    | m              | w              | m                    | w                    | Ringen | m      | w      | m        | w        | m         | w         | m      | w      | m      | w      | Volleyball | m              | w              | m      | w      | Summe  |
| --------------------------- | ----- | ------- | ------------ | -------- | ---- | ---- | ---- | -------------- | -------------- | -------------------- | -------------------- | ------ | ------ | ------ | -------- | -------- | --------- | --------- | ------ | ------ | ------ | ------ | ---------- | -------------- | -------------- | ------ | ------ | ------ |
| SC Dynamo Berlin            | 1     | 2       | -            | 2        | -    | -    | -    | 2              | 4              | 2                    | -                    | -      | 3      | 8      | -        | -        | 5         | 3         | -      | -      | 2      | 5      | 8          | -              | -              | 19     | 28     | 47     |
| SC DHfK Leipzig             | -     | -       | -            | -        | -    | 2    | -    | -              | 5              | 4                    | 1                    | -      | 1      | 4      | -        | -        | -         | 3         | -      | -      | -      | 1      | -          | 1              | -              | 7      | 15     | 22     |
| ASK Vorwärts Potsdam        | -     | 2       | -            | -        | -    | 5    | 1    | 4              | 2              | -                    | -                    | -      | -      | -      | -        | -        | 3         | 1         | -      | -      | 2      | -      | -          | -              | -              | 16     | 4      | 20     |
| SC Berlin-Grünau            | -     | -       | -            | -        | -    | 2    | 1    | -              | -              | -                    | -                    | -      | 2      | 5      | -        | -        | -         | -         | 4      | 3      | -      | -      | -          | -              | -              | 8      | 9      | 17     |
| SG Dynamo Potsdam           | -     | -       | -            | -        | -    | -    | -    | -              | -              | -                    | -                    | -      | 9      | 7      | -        | -        | -         | -         | -      | -      | -      | -      | -          | -              | -              | 9      | 7      | 16     |
| SC Einheit Dresden          | -     | 2       | -            | -        | -    | -    | -    | 3              | -              | -                    | 1                    | -      | 2      | 4      | -        | -        | 1         | -         | -      | -      | -      | 1      | -          | 1              | -              | 9      | 6      | 15     |
| SC Magdeburg                | -     | -       | -            | 5        | -    | 2    | -    | -              | 2              | -                    | -                    | -      | 2      | 1      | -        | -        | 1         | 2         | -      | -      | -      | -      | -          | -              | -              | 10     | 5      | 15     |
| SC Chemie Halle             | 2     | -       | -            | -        | -    | -    | -    | 1              | 2              | -                    | -                    | 1      | 6      | -      | -        | -        | -         | -         | -      | -      | -      | -      | -          | 1              | -              | 11     | 2      | 13     |
| SC Traktor Schwerin         | 4     | -       | -            | -        | -    | -    | -    | 3              | -              | -                    | -                    | -      | -      | -      | -        | -        | -         | -         | 4      | -      | -      | -      | 2          | -              | -              | 11     | 2      | 13     |
| ASK Vorwärts Frankfurt      | 2     | -       | 1            | 1        | -    | -    | -    | -              | -              | -                    | -                    | 2      | -      | -      | 6        | -        | -         | -         | -      | -      | -      | -      | -          | -              | -              | 12     | -      | 12     |
| SC Karl-Marx-Stadt          | -     | -       | 2            | -        | -    | -    | -    | 3              | 1              | 1                    | 1                    | -      | -      | -      | -        | -        | 1         | 2         | -      | -      | -      | -      | -          | -              | -              | 7      | 4      | 11     |
| SC Empor Rostock            | -     | -       | -            | 4        | -    | -    | 2    | 2              | 2              | -                    | -                    | -      | -      | -      | -        | -        | -         | -         | 1      | -      | -      | -      | -          | -              | -              | 7      | 4      | 11     |
| TSC Berlin                  | -     | -       | 2            | -        | -    | -    | -    | 4              | -              | -                    | -                    | -      | -      | -      | -        | -        | 2         | -         | -      | -      | -      | -      | 2          | -              | 1              | 5      | 5      | 10     |
| SC Cottbus                  | 1     | -       | -            | -        | -    | -    | -    | 1              | 2              | 4                    | -                    | -      | -      | -      | -        | -        | -         | -         | -      | -      | 2      | -      | -          | -              | -              | 8      | 2      | 10     |
| SC Turbine Erfurt           | -     | -       | -            | -        | -    | -    | -    | 2              | 3              | 3                    | -                    | -      | -      | -      | -        | -        | -         | 2         | -      | -      | -      | -      | -          | -              | -              | 5      | 5      | 10     |
| SC Neubrandenburg           | -     | -       | -            | -        | -    | 3    | 1    | -              | 5              | -                    | -                    | -      | -      | -      |          | -        | -         | -         | -      | -      | -      | -      | -          | -              | -              | 3      | 6      | 9      |
| SC Motor Jena               | -     | -       | -            | -        | -    | -    | -    | -              | 6              | -                    | -                    | 2      | -      | -      | -        | -        | -         | -         | -      | -      | -      | -      | -          | -              | -              | 2      | 6      | 8      |
| SC Dynamo Hoppegarten       | -     | -       | -            | -        | 3    | -    | -    | -              | -              | -                    | -                    | -      | -      | -      | 3        | -        | -         | -         | -      | -      | -      | -      | -          | -              | -              | 6      | -      | 6      |
| SC Leipzig                  | -     | -       | -            | 3        | 1    | -    | -    | -              | -              | -                    | -                    | -      | -      | -      | -        | -        | -         | -         | -      | -      | -      | 1      | -          | -              | -              | 4      | 1      | 5      |
| GST-Klub Suhl               |       | -       | -            | -        | -    | -    | -    | -              | -              | -                    | -                    | -      | -      | -      | 2        | 2        | -         | -         | -      | -      | -      | -      | -          | -              | -              | 2      | 2      | 4      |
| SG Dynamo Luckenwalde       | -     | -       | -            | -        | -    | -    | -    | -              | -              | -                    | -                    | 3      | -      | -      | -        | -        | -         | -         | -      | -      | -      | -      | -          | -              | -              | 3      | -      | 3      |
| SG Wismut Gera              | 1     | -       | -            | -        | -    | -    | -    | -              | -              | 1                    | -                    | -      | -      | -      | -        | -        | -         | -         | -      | -      | -      | -      | -          | -              | -              | 2      | -      | 2      |
| GST-Klub Leipzig            | -     | -       | -            | -        | -    | -    | -    | -              | -              | -                    | -                    | -      | -      | -      | 2        | -        | -         | -         | -      | -      | -      | -      | -          | -              | -              | 2      | 0      | 2      |
| BSG Motor Stralsund         | -     | -       | 2            | -        | -    | -    | -    | -              | -              | -                    | -                    | -      | -      | -      | -        | -        | -         | -         | -      | -      | -      | -      | -          | -              | -              | 2      | -      | 2      |
| Gesamt                      | 11    | 6       | 6            | 15       | 4    | 14   | 5    | 25             | 34             | 15                   | 3                    | 8      | 25     | 29     | 13       | 2        | 11        | 15        | 9      | 3      | 6      | 8      | 12         | 2              | 2              | 170    | 113    | 283    |